# 시편 46편
시편 46편은 46번째 시편이다. "하나님은 우리의 피난처시요 힘이시요 환난 중에 만날 큰 도움이시라". 성경의 그리스어 칠십인역과 라틴어 불가타 번역에서 사용되는 약간 다른 번호 체계에서 이 시편은 시편 45편이다. 라틴어에서는 "Deus noster refugium et virtus"로 알려져 있다. 이 노래는 고라의 아들들에 기인한다.
시편은 유대교, 가톨릭, 루터교, 성공회 및 기타 개신교 전례의 정규 부분을 형성한다. 찰스 스퍼전(Charles Spurgeon)에 따르면, 시편 46편은 "거룩한 신뢰의 노래"라고 불린다. 마틴 루터가 시편 46편을 출발점으로 사용하여 유명한 찬송가 "내 주는 강한 성이요"(Ein feste Burg ist unser Gott, A Mighty Fortress Is Our God)를 썼기 때문에 "루터의 시편"으로도 알려져 있다.

## 내용
1. 하나님은 우리의 피난처시요 힘이시니 환난 중에 만날 큰 도움이시라
2. 그러므로 땅이 변하든지 산이 흔들려 바다 가운데에 빠지든지
3. 바닷물이 솟아나고 뛰놀든지 그것이 넘침으로 산이 흔들릴지라도 우리는 두려워하지 아니하리로다 (셀라)
4. 한 시내가 있어 나뉘어 흘러 하나님의 성 곧 지존하신 이의 성소를 기쁘게 하도다
5. 하나님이 그 성 중에 계시매 성이 흔들리지 아니할 것이라 새벽에 하나님이 도우시리로다
6. 뭇 나라가 떠들며 왕국이 흔들렸더니 그가 소리를 내시매 땅이 녹았도다
7. 만군의 여호와께서 우리와 함께 하시니 야곱의 하나님은 우리의 피난처시로다 (셀라)
8. 와서 여호와의 행적을 볼지어다 그가 땅을 황무지로 만드셨도다
9. 그가 땅 끝까지 전쟁을 쉬게 하심이여 활을 꺾고 창을 끊으며 수레를 불사르시는도다
10. 이르시기를 너희는 가만히 있어 내가 하나님 됨을 알지어다 내가 뭇 나라 중에서 높임을 받으리라 내가 세계 중에서 높임을 받으리라 하시도다
11. 만군의 여호와께서 우리와 함께 하시니 야곱의 하나님은 우리의 피난처시로다 (셀라)

### 히브리어 버전
| 절 | 내용                                                       |
| -- | ---------------------------------------------------------- |
| 1  | לַֽמְנַצֵּ֥חַ לִבְנֵי־קֹ֑רַח עַל־עֲלָמ֥וֹת שִֽׁיר                                |
| 2  | אֱלֹהִ֣ים לָ֖נוּ מַֽחֲסֶ֣ה וָעֹ֑ז עֶזְרָ֥ה בְ֜צָר֗וֹת נִמְצָ֥א מְאֹֽד                     |
| 3  | עַל־כֵּ֣ן לֹא־נִ֖ירָא בְּהָמִ֣יר אָ֑רֶץ וּבְמ֥וֹט הָ֜רִ֗ים בְּלֵ֣ב יַמִּֽים                |
| 4  | יֶֽהֱמ֣וּ יֶחְמְר֣וּ מֵימָ֑יו יִֽרְעֲשׁ֨וּ הָרִ֖ים בְּגַֽאֲוָת֣וֹ סֶֽלָה                     |
| 5  | נָהָ֗ר פְּלָגָ֗יו יְשַׂמְּח֥וּ עִיר־אֱלֹהִ֑ים קְ֜דֹ֗שׁ מִשְׁכְּנֵ֥י עֶלְיֽוֹן                  |
| 6  | אֱלֹהִ֣ים בְּ֖קִרְבָּהּ בַּל־תִּמּ֑וֹט יַעְזְּרֶ֥הָ אֱ֜לֹהִ֗ים לִפְנ֥וֹת בֹּֽקֶר                  |
| 7  | הָמ֣וּ ג֖וֹיִם מָ֣טוּ מַמְלָכ֑וֹת נָתַ֥ן בְּקוֹל֗וֹ תָּמ֥וּג אָֽרֶץ                     |
| 8  | יְהֹוָ֣ה צְבָא֣וֹת עִמָּ֑נוּ מִשְׂגַּב־לָ֜֗נוּ אֱלֹהֵ֖י יַֽעֲקֹ֣ב סֶֽלָה                     |
| 9  | לְכֽוּ־חֲ֖זוּ מִפְעֲל֣וֹת יְהֹוָ֑ה אֲשֶׁר־שָׂ֖ם שַׁמּ֣וֹת בָּאָֽרֶץ                       |
| 10 | מַשְׁבִּ֣ית מִלְחָמוֹת֘ עַד־קְצֵ֪ה הָ֫אָ֥רֶץ קֶ֣שֶׁת יְ֖שַׁבֵּר וְקִצֵּ֣ץ חֲנִ֑ית עֲ֜גָל֗וֹת יִשְׂרֹ֥ף בָּאֵֽשׁ |
| 11 | הַרְפּ֣וּ וּ֖דְעוּ כִּי־אָֽנֹכִ֣י אֱלֹהִ֑ים אָר֥וּם בַּ֜גּוֹיִ֗ם אָר֥וּם בָּאָֽרֶץ               |
| 12 | יְהֹוָ֣ה צְבָא֣וֹת עִמָּ֑נוּ מִשְׂגַּב־לָֹ֜נוּ אֱלֹהֵ֖י יַֽעֲקֹ֣ב סֶֽלָה                     |

## 구조
본문은 히브리어 절 번호 매기기에 따라 4절, 8절, 12절 뒤에 각각 셀라로 끝나는 세 부분으로 나뉜다.